# Объединённая коалиционная партия
Объединённая коалиционная партия (кириб. Karikirakean Te I-Kiribati, англ. United Coalition Party) — ранее существовавшая политическая партия в Кирибати.
Партия была создана в августе 2010 года в результате слияния Независимой партии Кирибати и «Манебан те Маури». Новая партия получила 12 мест, что сделало её крупнейшей оппозиционной фракцией, в результате чего её лидер Римета Бениамина был назначен лидером оппозиции. Однако позже она перешла на сторону «Маурин Кирибати».
На парламентских выборах 2011 года она получила 10 мест и смогла выдвинуть кандидатуру Тетауа Тайтая на президентских выборах 2012 года. Тайтай занял второе место с 35 % голосов.
В январе 2016 года она Объединённая коалиционная партия объединилась с «Маурин Кирибати», чтобы сформировать партию «Тобваан Кирибати».